# Milviscutulus pilosus
Milviscutulus pilosus är en insektsart som beskrevs av Williams och Watson 1990. Milviscutulus pilosus ingår i släktet Milviscutulus och familjen skålsköldlöss. Inga underarter finns listade i Catalogue of Life.